# 中国工农红军第一军
中国工农红军第一军，通称红一军，是中国工农红军鄂豫皖苏区主力部队之一，前身是1927年11月3日黄麻起义后建立的农民武装。
1928年黄麻起义部队整编为红十一军第三十一师，1929年5月商南起义部队整编为第三十二师，11月独山起义部队整编为第三十三师。1930年春，第三十一、三十二、三十三师合编成红一军，首任军长许继慎、政治委员曹大骏、副军长徐向前、政治部主任熊受喧。
红一军下辖三个师、一个预备队、一个独立旅，全军共2100余人。第一师师长徐向前（兼）、政治委员李荣桂；第二师师长漆德伟、政治委员王培吾；第三师师长周维炯、政治委员姜镜堂；总预备队，指挥王树声、政治委员曹学楷；独立旅旅长廖业祺。
1930年10月，红一军整编为三个师。军长许继慎、政治委员兼政治部主任曹大骏、副军长徐向前、参谋长李昂茨；第一师师长刘英、政治委员李荣桂；第二师师长孙永康、政治委员王培吾；第三师师长肖方、政治委员姜镜堂。
1930年冬，红一军和红十五军按照中共中央军委的命令，合编为红四军。